# Erna Sack
Erna Sack (Spandau, 6 de fevereiro de 1898 — Mogúncia, 2 de março de 1972) foi um soprano ultra leggero alemã.

## Biografia
Nascida Erna Weber, quando criança sua voz atraiu a atenção na escola e no coral da igreja em que cantou. Em 1921, Erna casou-se com Hermann Sack. Ela estudou no Conservatório de Praga, e mais tarde em Berlim com Oscar Daniel.
Em 1921, ela se casou com Hermann Sack, descendente de judeus.
Ela recebeu sua primeira oportunidade na idade de 30 anos, quando sucedeu a esposa do maestro Bruno Walter a ouvi-la em uma de suas lições e persuadiu o seu marido, que era então o diretor musical na Berlin State Opera, a ouvi-la. Subsequentemente ela juntou-se a eles e entre 1928 e 1930 ela cantou muitos pequenos papéis com esta famosa companhia, incluído as peças em 1929 na primeira apresentação de Sly de Ermano Wolf-Ferrari, em 11 de Maio, na Die Schwarze Orchidee de Eugen d'Albert, em 9 Junho, e em Tyll de Mark Lothar em 1 Setembro. No mesmo tempo ela gravava vários papéis pequenos nas óperas para a rádio de Berlin. Mas Walter aconselhou-a ganhar mais experiência nas casas de óperas provinciais e ampliar seu repertório.
Sua carreira começou realmente a engrenar em 1930 quando sua assombrosa habilidade de cantar aquelas notas extratoféricas, incluindo o Dó6 (Dó acima do Dó agudo de soprano). (Richard Strauss mais tarde escreveu uma nova cadência para sua voz aguda, para ela cantar o papel de Zerbinetta em Ariadne auf Naxos).
Em 1931 ela cantou Norina em Dom Pasquale de Gaetano Donizetti em Bielefeld, onde sua voz causou uma grande impressão e seu dom imediatamente reconhecido. O teatro de Wiesbaden a contratou em 1932, e naquele ano ela também fez várias gravações e transmissões. Em 1934 ela foi contratada pelo teatro Breslau, onde seus papéis incluíram sua primeira Zerbinetta em Ariadne auf Naxos de Richard Strauss, e a ano seguinte chegou à Dresden State Opera, onde ela atraiu a atenção de Karl Böhm e, acima de tudo, Richard Strauss. Em 1934 ela também fez um espetacular retorno a Berlim, aparecendo como Gilda em Rigoletto de Giuseppe Verdi ao lado de Heinrich Schlusnus como o bufão Rigoletto e Walther Ludwig como o Duque de Mântua. O maestro era Eric Kleiber.
Em 1935, Erna Sack fez sua primeira série de turnê em concertos, a Áustria, aos Países Baixos, a Terceira República Francesa e ao Reino Unido. Durante no mesmo ano, ela assinou seu famoso contrato exclusivo com a Telefunken. Ela apareceu na primeira versão mundial de Die Schweigsame Frau, de Strauss, um papel em que seu especial compromisso ganhou sua gratidão de ambos Strauss e Karl Böhm. Como resultado ela foi convidada a cantar a parte de Zerbinetta sob a direção pessoal de Strauss quando a Dresden State Opera visitou a Royal Opera House, no Covent Garden, em Londres, em 1936.
Deste ponto em diante a carreira de Sack deslanchou. Ela parecia incansável ao trabalho, na ópera, em turnês de concertos, e excursionando, incluído Roma, onde ela apareceu na Flauta Mágica de Wolfgang Amadeus Mozart com um elenco que incluia Tito Schipa e Licia Albanese, em Copenhague, Oslo, e, pela primeira vez, o Estados Unidos, onde ela compartilhou o palco do Carnegie Hall com Joseph Schmidt, e Richard Tauber (em 24 Outubro de 1937) cantando um dueto da Viúva Alegre de Franz Lehár. Ela teve algumas dificuldades, entretanto, quando pediram para cantar na Opera Lírica de Chicago, sendo pedido para que cantasse os papéis de Rosina e Luccia de Donizetti na língua italiana, por que ela argumentou que não tinha tempo suficiente para reaprender aqueles papéis em sua língua original (durante aquele tempo na Europa as óperas eram em grande parte cantadas na língua da nação em que ela estava sendo apresentada).
Após a Segunda guerra mundial, Erna Sack excursionou extensivamente e foi particularmente bem sucedida na América Latina, especialmente no Brasil, Argentina, Uruguai, e Chile, (como resultado, ela e seu marido receberam a cidadania brasileira). Mas foi no Canadá que ela desfrutou seu grande sucesso do pós-guerra e por um número de anos o par viveu em Montreal. Ela mais tarde excursionou a África do Sul, e também o Sudeste da África, e retornando a Alemanha Ocidental em 1950.
Em 1953, ela realizou uma excursão prolongada da República Federal Alemã e Alemanha Ocidental, uma maratona empreendida envolvendo 40 concertos que foi seguido daquele outono por uma excursão maior da Austrália e Nova Zelândia. No Outono de 1954 ela celebrou seu retorno aos Estados Unidos que incluía a triunfante aparição no Carnegie Hall. Ela terminou sua carreira com uma excursão final da Alemanha Ocidental no Outono de 1954 e uma breve excursão da Alemanha Oriental em 1957, e então se retirou da vida publica.
Erna Sack também apareceu em numerosos filmes produzidos na Alemanha tal como Blumen von Nizza (1935) e Nanon, o último sendo uma das mais famosas operetas produzidas neste período.

## Voz
Erna Sack foi uma das Sopranos Coloratura mais famosas de todos os tempos e possuía um registro vocal de 4,4oitavas.  Hoje Erna Sack é considerada uma diva, em especial pela sua grande extensão vocal, além de estar no seleto grupo das vozes raras ao lado de grandes nomes como Yma Sumac, Mado Robin, entre outras.